# Marc Julia
Marc Julia (* 23. Oktober 1922 in Paris; † 29. Juni 2010) war ein französischer Chemiker, der sich vor allem mit organischer Chemie befasste.
Er war der Sohn des Mathematikers Gaston Julia und Enkel von Ernest Chausson. Julia studierte ab 1940 an der École normale supérieure (ENS) mit der Agrégation in Physik 1946 und forschte dann zwei Jahre am Imperial College bei Ian Heilbron. Danach war er im Labor von Georges Dupont tätig, wo er 1949 promoviert wurde. Von 1950 bis 1957 war er an der École polytechnique (Chef de travaux pratique) beschäftigt und 1957 bis 1970 am Institut Pasteur, wo er Labor- und Abteilungsleiter wurde. 1955 wurde er Dozent (Maître de conférences). Von 1963 bis zu seiner Emeritierung 1992 war er Professor an der Faculté des Sciences in Paris (später Universität Paris VI, Pierre et Marie Curie). Gleichzeitig war er von 1970 bis 1992 Direktor des Labors für Chemie der ENS.
Nach ihm ist die Julia-Olefinierung benannt. Er synthetisierte Psilocin und Lysergsäure, verschiedene Terpene und Isopren-Kautschuk. Für Rhône-Poulenc entwickelte er die industrielle Synthese von Vitamin A.
1986 wurde er zum korrespondierenden Mitglied der Göttinger Akademie der Wissenschaften gewählt und 1989 zum Mitglied der Academia Europaea. 1990 erhielt er die Goldmedaille des CNRS. 1994 erhielt er den Prix Gay-Lussac Humboldt. 1977 wurde er Mitglied der Académie des sciences, deren Prix Louis Bonneau er 1960 erhielt. Weitere wissenschaftliche Auszeichnungen waren der Prix Parkin 1954 sowie deren Prix Jecker und deren Berthelot Medaille 1973. 1966 und 1994 war er Präsident der französischen chemischen Gesellschaft. 1967 erhielt er den Prix Albert de Monaco der Academie de Medecine. 1988 wurde mit dem Gay-Lussac-Humboldt-Preis ausgezeichnet. Er war Offizier der Ehrenlegion, Ritter der Palmes académiques und Kommandeur des Ordre national du Mérite.

## Schriften
- Les mécanismes électroniques en chimie organique, Gauthier Villars 1959